# Lac Onistagane
Le lac Onistagane est un plan d'eau douce du bassin versant de la rivière Péribonka, situé sur la rive Nord-Ouest du fleuve Saint-Laurent, dans le territoire non organisé de Passes-Dangereuses, dans les municipalités régionales de comté (MRC) de Maria-Chapdelaine du Fjord-du-Saguenay, dans la région administrative de la Saguenay–Lac-Saint-Jean, dans la province de Québec, au Canada.
Ce lac s’avère un élargissement significatif de la rivière Péribonka. La foresterie constitue la principale activité économique du secteur ; les activités récréotouristiques en second.
Le bassin versant du lac Onistagane est accessible du côté Est par une route forestière secondaire qui se connecte au Sud à la route forestière R0234 laquelle passe à l’Est du lac Péribonka en remontant vers le Nord par la vallée de la rivière Bonnard, puis s'oriente vers l'Est pour desservir le Sud du lac Manouane. La route R0234 se connecte au Sud à la R0252 laquelle longe la rive Est du lac Péribonka. Quelques routes secondaires desservent la zone pour les besoins de la foresterie et des activités récréotouristiques,,.
La surface du lac Onistagane est habituellement gelée de la fin novembre au début avril, toutefois la circulation sécuritaire sur la glace se fait généralement de la mi-décembre à la fin mars.

## Géographie
Le lac Onistagane est situé à 41 km au nord du lac Péribonka, à la limite entre les MRC de Maria-Chapdelaine et du Fjord-du-Saguenay. Il a une longueur de 21 km et une largeur de 5 km pour une superficie totale de 46 km2.
Les principaux bassins versants voisins du lac Onistagane sont :
- côté Nord : rivière Péribonka ;
- côté Est : rivière Péribonka, rivière Bonnard, rivière Modeste, lac Manouane ;
- côté Sud : rivière Péribonka, lac Péribonka, rivière Cocoumenen, rivière à la Carpe ;
- côté Ouest : lac Machisque, lac Piraube, lac Froget[1].

Le lac Onistagane comporte une longueur de 24,1 km, une largeur maximale de 4,5 km et une altitude de 435 m. Ce lac comporte une presqu’île rattachée à la rive Sud s’avançant sur 13,3 km vers le Nord jusqu’à l’embouchure du lac. Il comporte aussi une décharge (venant de l’Ouest) d’un ensemble de lacs.
L’embouchure du lac Onistagane est localisée sur la rive Est du lac, soit à :
- 19,3 km au Sud-Ouest du lac Manouane ;
- 39,3 km au Nord-Ouest du cours de la rivière Mistassibi Nord-Est ;
- 106,5 km au Nord-Ouest du barrage à l’embouchure du lac Péribonka (traversé par la rivière Péribonka) ;
- 242 km au Nord de l’embouchure de la rivière Péribonka (confluence avec le lac Saint-Jean)[1].

À partir de l’embouchure du lac Onistagane, le courant suit le cours de la rivière Péribonka sur 335,6 km vers le Sud, traverse le lac Saint-Jean sur 29,3 km vers l’Est, puis emprunte sur 155 km le cours de la rivière Saguenay vers l’Est jusqu'à la hauteur de Tadoussac où il conflue avec le fleuve Saint-Laurent.

## Toponymie
Selon une légende locale, les membres d’une famille amérindienne seraient morts de faim, ayant épuisé leurs provisions en cherchant vainement à rejoindre le portage reliant les lacs Onistagane et lac Manouane. Depuis ce tragique événement dans cette zone marécageuse, le portage et possiblement le lac auraient été appelés « Onistagan », dérivé du terme innu ka anistagants, signifiant « ce qui est en désordre ou embarrassé », selon le père Joseph-Étienne Guinard.
Selon l'historien Jérôme Gagnon, le toponyme innu Lac Onistagan se traduit « dernier portage ». Notons que des documents cartographiques mentionnent le lac Onistagane – écrit alors « Onistagan » – au moins depuis 1885, année où Albert Peter Low publia un rapport dans lequel il traite de cette nappe d'eau.
Outre l'établissement d'un poste de garde-feu près du lac, une mission amérindienne sise sur la rive sud y fut implantée et dirigée, entre 1942 et 1945, par le père oblat Joseph-Ovila Décarie (1898-1960). Cette mission d'Onistagan visait à évangéliser, à instruire et à éloigner, de la mauvaise influence des Blancs, les Innus de la réserve de Mashteuiatsh, tout en les rapprochant de leur territoire de chasse. Le départ du père Décarie, nommé à Betsiamites (aujourd'hui Pessamit), mit fin à la mission,.
Le toponyme « lac Onistagane » a été officialisé le 5 décembre 1968 par la Commission de toponymie du Québec.